# Appleton Estate
Appleton Estate, rom-tillverkare på Jamaica, lagrar rom i upp till 21 år.

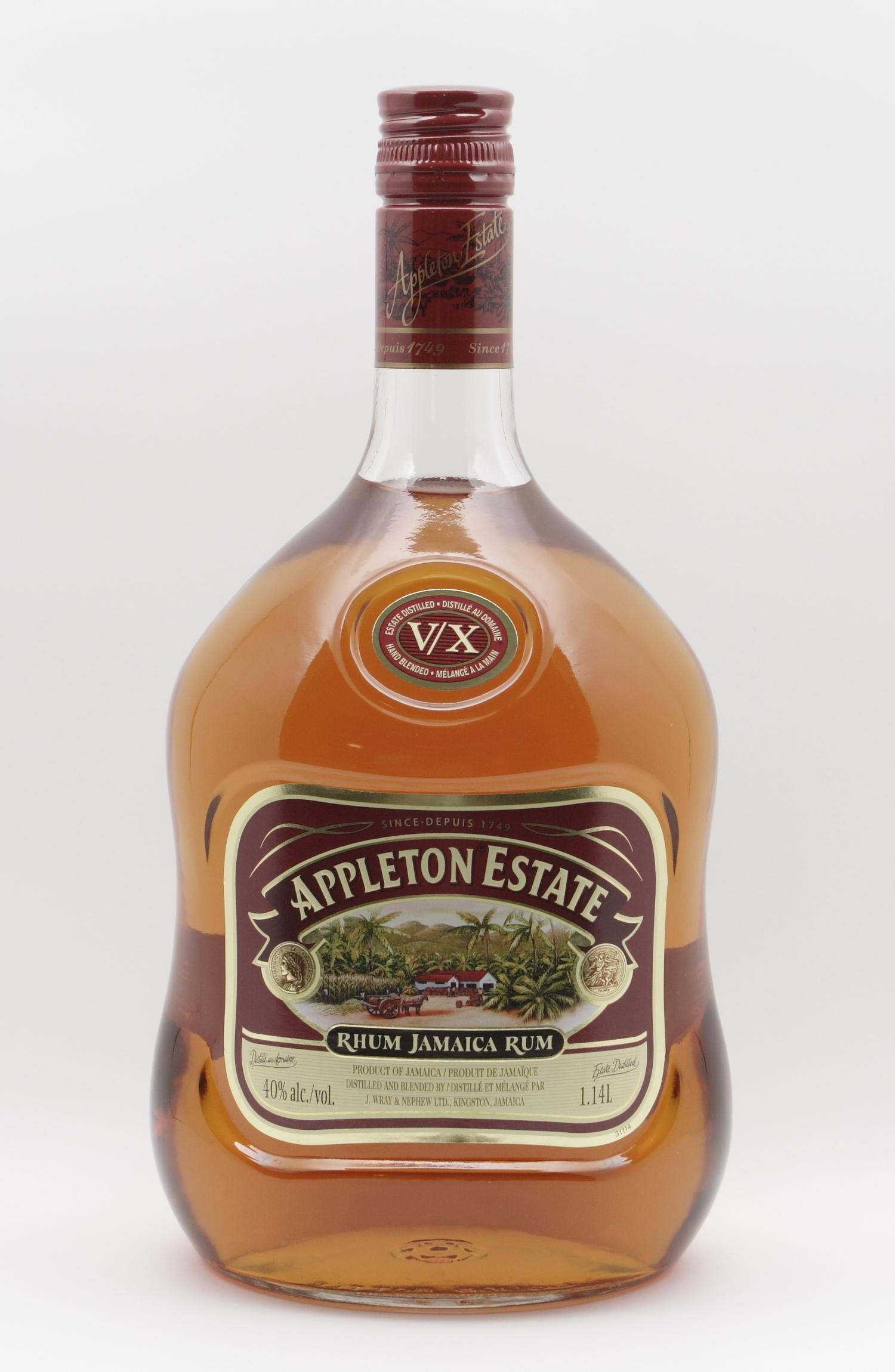
En flaska Appleton Estate V/X (5-10 år) ...
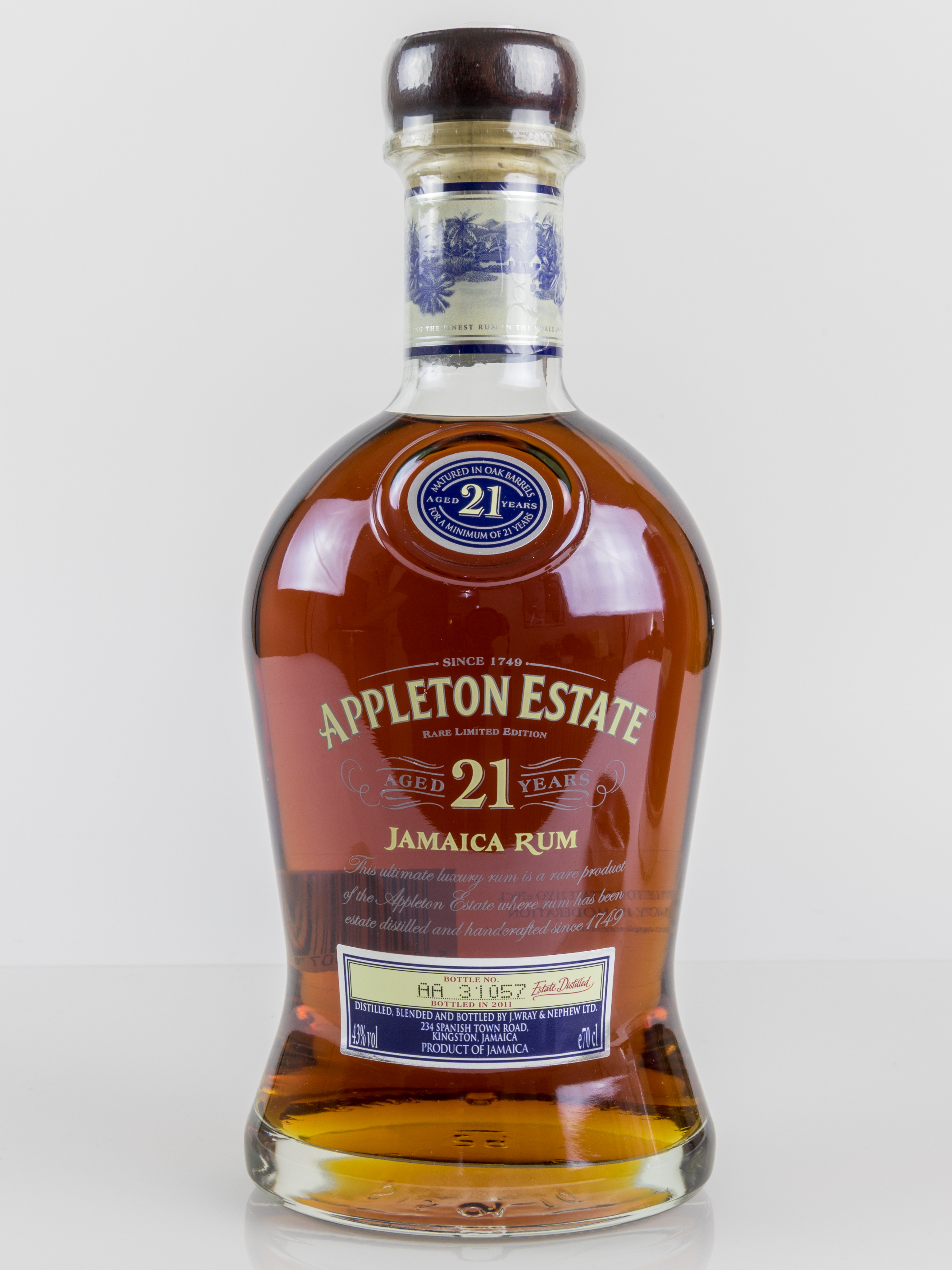
... och en flaska Appleton Estate Aged 21 Years.